# Clavus (geslacht)
Clavus is een geslacht van weekdieren uit de klasse van de Gastropoda (slakken).

## Soorten
- Clavus aenigmaticus Wells, 1991
- Clavus aglaia (Dall, 1918)
- Clavus albotuberculatus (Schepman, 1889)
- Clavus androyensis (Bozzetti, 2007)
- Clavus basipunctatus (Kilburn, 1988)
- Clavus beckii (Reeve, 1842)
- Clavus biancae (Bozzetti, 2008)
- Clavus bilineatus (Reeve, 1845)
- Clavus boucheti Kilburn, Fedosov & Kantor, 2014
- Clavus burnupi (G. B. Sowerby III, 1897)
- Clavus cadenasi (Clench & Aguayo, 1939)
- Clavus canalicularis (Röding, 1798)
- Clavus candens (E. A. Smith, 1879)
- Clavus cantharis (Reeve, 1845)
- Clavus clara (Reeve, 1845)
- Clavus clavata (G. B. Sowerby II, 1870)
- Clavus coffea (E. A. Smith, 1882)
- Clavus cygnea (Melvill & Standen, 1897)
- Clavus delphineae Kilburn, Fedosov & Kantor, 2014
- Clavus devexistriatus Kilburn, Fedosov & Kantor, 2014
- Clavus ebur (Reeve, 1845)
- Clavus exasperatus (Reeve, 1843)
- Clavus exilis (Pease, 1868)
- Clavus falcicosta (Barnard, 1958)
- Clavus flammulatus Montfort, 1810
- Clavus formosus (Reeve, 1846)
- Clavus fulva (Hinds, 1843)
- Clavus fusconitens (G. B. Sowerby III, 1901)
- Clavus glaucozona Kilburn & Dekker, 2008
- Clavus groschi Kilburn, 1988
- Clavus herberti (Kilburn, 1988)
- Clavus heryi (Bozzetti, 2007)
- Clavus hewittae Wells, 1991
- Clavus hottentotus (E. A. Smith, 1882)
- Clavus humilis (E. A. Smith, 1879)
- Clavus hylikos Kilburn, Fedosov & Kantor, 2014
- Clavus infrafusca (Sowerby III, 1893)
- Clavus infuscatus Kilburn & Dekker, 2008
- Clavus isibopho (Kilburn, 1988)
- Clavus japonicus (Lischke, 1869)
- Clavus johnsoni (Bartsch, 1934)
- Clavus laetus (Hinds, 1843)
- Clavus lamberti (Montrouzier, 1860)
- Clavus maestratii Kilburn, Fedosov & Kantor, 2014
- Clavus malva (Morassi, 1998)
- Clavus moquinianus (Montrouzier, 1874)
- Clavus nodifera (Pease, 1860)
- Clavus nodulosa (Pease, 1863)
- Clavus obliquatus (Reeve, 1845)
- Clavus obliquicostatus (Reeve, 1845)
- Clavus occiduus Wells, 1991
- Clavus papilio (Kilburn, 1988)
- Clavus paroeca (Melvill, 1923)
- Clavus pica (Reeve, 1843)
- Clavus picoides Kilburn, Fedosov & Kantor, 2014
- Clavus powelli Kay, 1979
- Clavus protentus Hervier, 1896
- Clavus pulicarius Wells, 1991
- Clavus pusilla (Garrett, 1873)
- Clavus putillus (Reeve, 1845)
- Clavus quadratus (Kilburn, 1988)
- Clavus rissoiniformis Kay, 1979
- Clavus roseofuscus (Bozzetti, 2007)
- Clavus rugizonatus Hervier, 1896
- Clavus squamiferus Kilburn, Fedosov & Kantor, 2014
- Clavus subobliquatus (E. A. Smith, 1879)
- Clavus suduirauti Bozzetti, 1997
- Clavus sulekile (Kilburn, 1988)
- Clavus unizonalis (Lamarck, 1822)
- Clavus vibicinus (Helbling, 1779)
- Clavus virginieae Kilburn, Fedosov & Kantor, 2014
- Clavus wilmeri (E. A. Smith, 1879)